# Belgershain
Belgershain é um município da Alemanha, situado no distrito de Leipzig, no estado da Saxônia. Tem 22,77 km² de área, e sua população em 2019 foi estimada em 3.354 habitantes.